# Третья Бугульда
Третья Бугульда — деревня в Заинском районе Татарстана. Входит в состав Аксаринского сельского поселения.

## География
Находится в восточной части Татарстана на расстоянии приблизительно 3 км на север по прямой от железнодорожной станции города Заинск.

## История
Основана в 1906—1911 годах.

## Население
Постоянных жителей было: в 1913—232, в 1920—213, в 1926—173, в 1938—264, в 1949—226, в 1958—292, в 1979 — 61, в 1989 — 8, в 2002 — 29 (русские 48 %, мари 31 %), 72 в 2010.